# Amaranthus californicus
Amaranthus californicus (Moq.) S.Wats. es una especie herbácea perteneciente a la familia Amaranthaceae.

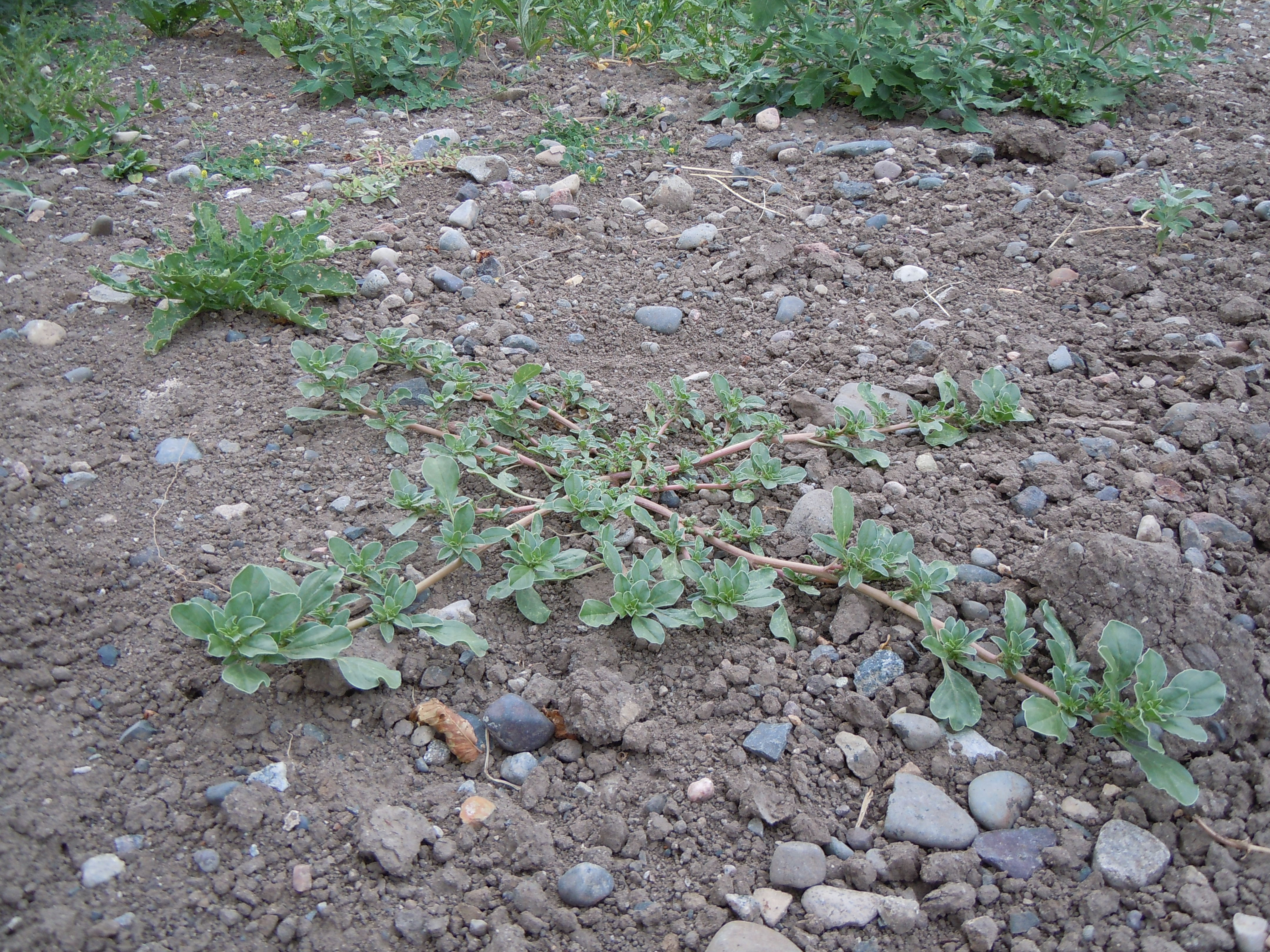
En su hábitat

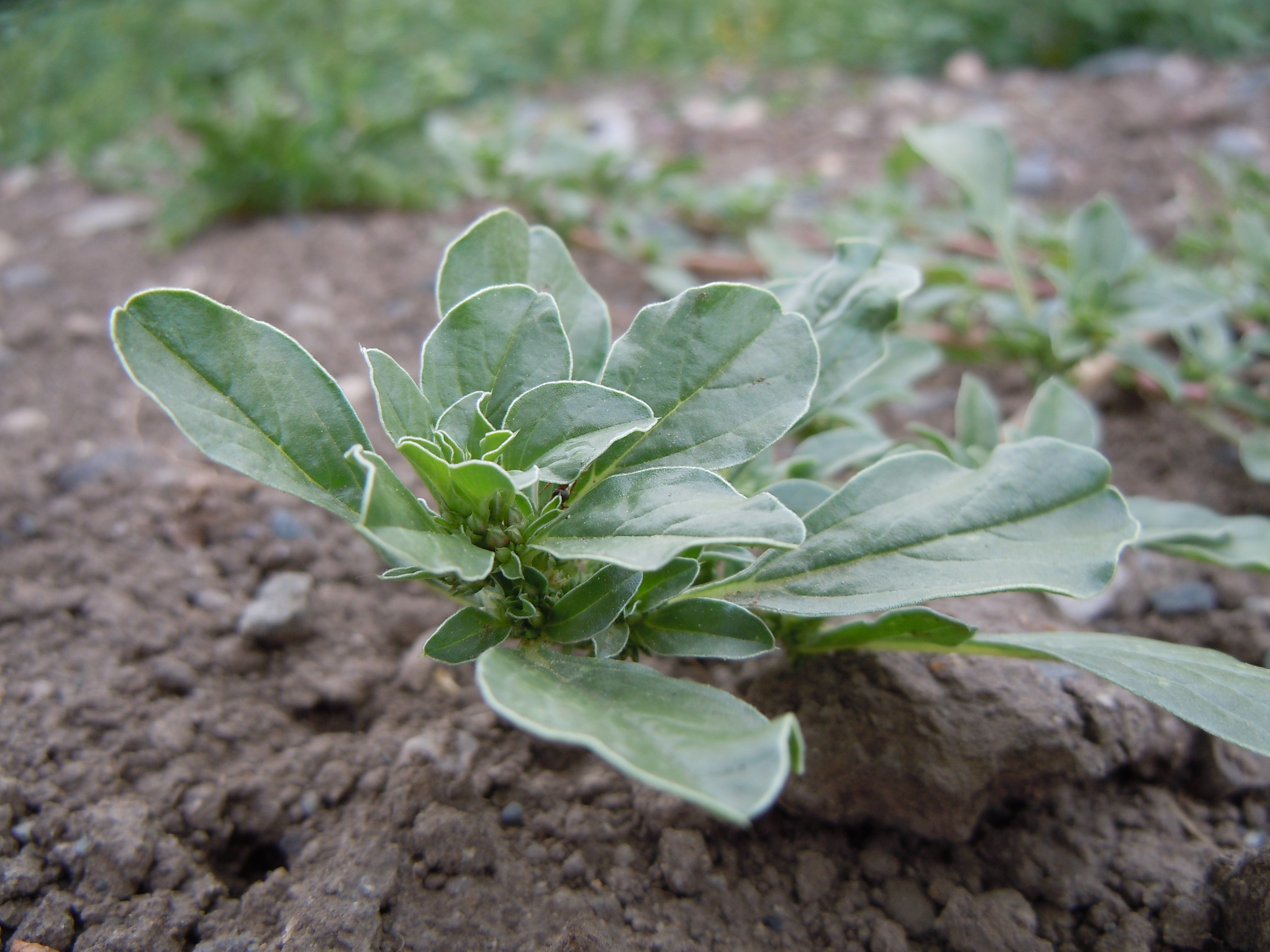
Vista de la planta

## Descripción
Es una planta anual, glabra, con los tallos postrados, de color blanquecino o teñido de rojo, muy ramificado desde la base, con un tamaño de 0.1-0.5 m de altura, carnosa. Hojas con pecíolo de 1/2 o menos, de color verde pálido, con venas prominentes, obovadas, espatuladas u oblanceoladas a lineares, 0,3 a 2 × 0.2-1.5 cm, base cuneada, los márgenes de  ligeramente ondulados, ápice obtuso a subagudo, con mucrón prominente. Las inflorescencias en grupos axilares. Las brácteas de flores pistiladas lineales, 0.5-1 mm. Flores estaminadas entremezclados con pistiladas. Utrículos subglobosos, 1-1.2 mm, lisa o rugosa (sobre todo en las plantas secas), dehiscencia  tardíamente dehiscente. Semillas de color rojizo marrón muy oscuro+as, lenticular, (0.6-) 0.7-1 mm diam.

## Distribución y hábitat
Es nativa de la mayoría de los estados del oeste de los Estados Unidos y Canadá. 

## Taxonomía
Amaranthus californicus fue descrito por (Moq.) S.Wats.  y publicado en Geological Survey of California, Botany 2: 42. 1880.
Etimología
Amaranthus: nombre genérico que procede del griego amaranthos, que significa "flor que no se marchita".
californicus: epíteto geográfico que indica su localización en California.
Sinonimia
- Amaranthus albomarginatus Uline & W.L.Bray
- Mengea californica Moq. basónimo[4][5]